# Black River Bridge
Pour les articles homonymes, voir Black River.
 (avril 2012).
Si vous disposez d'ouvrages ou d'articles de référence ou si vous connaissez des sites web de qualité traitant du thème abordé ici, merci de compléter l'article en donnant les références utiles à sa vérifiabilité et en les liant à la section « Notes et références ».
Black River Bridge est un hameau aujourd'hui fusionné à la paroisse de Glenelg, dans le comté de Northumberland au Nouveau-Brunswick.
Le 21 juin 1986, Allan Legere un tueur en série assassine un épicier John Glendenning dans cette communauté. Il sera surnommé (Le monstre de Miramichi) et tuera quatre personnes en 1989.